# Chantal Spitz
Chantal T. Spitz (sinh ngày 11 tháng 11 năm 1954) là một tác giả người Polynésie.

## Lý lịch
Spitz được sinh ra ở Papeete, Polynésie thuộc Pháp, vào năm 1954. Mặc dù lớn lên bên ngoài Polynésie thuộc Pháp, sau khi hoàn thành việc học, cô trở về và hiện đang sống ở Huahine.

## Công trình
Tác phẩm của Spitz tập trung vào kinh nghiệm của người bản địa và cô đã sản xuất những bài thơ, bài tiểu luận và tiểu thuyết.
Được biết đến với tác phẩm của mình, L'Ile des rêves écrasés, đây là cuốn tiểu thuyết đầu tiên của một nhà văn người Polynésie bản địa. Lấy bối cảnh ở Polynésie thuộc Pháp trong khoảng thời gian dẫn đến các vụ thử hạt nhân đầu tiên trong khu vực, nó kể câu chuyện về nhiều thế hệ của Mā'ohi. Do những chỉ trích của chính phủ Pháp, ấn phẩm của nó ở Polynésie thuộc Pháp đã bị phân cực. Vào năm 2007, nó đã được dịch sang tiếng Anh bởi Jean Anderson với tên gọi Island of Shazed Dreams và được xuất bản bởi Huia Publishers.
Các tác phẩm được xuất bản bởi Spitz bao gồm:
- L'Ile des rêves écrasés (1991)
- Hombo, phiên âm d'une biographie (2002)
- Penées insolentes et inutiles (2006)
- Elles, terre d'enfance (2011)

Spitz là một thành viên sáng lập của tạp chí văn học, Littérama'ohi, một ấn phẩm Polynésie của Pháp nhằm giới thiệu các tác giả từ Polynésie thuộc Pháp.